# 율면초등학교
율면초등학교는 대한민국 경기도 이천시에 있는 공립 초등학교이다.

## 학교 연혁
- 1933년 8월 3일 설립인가
- 1934년 5월 1일 율면공립보통학교 개교(4년제 2학급)(금율로862번길 231-20)
- 1938년 4월 1일 율면공립심상소학교로 개칭
- 1941년 4월 1일 율면공립국민학교로 개칭
- 1994년 3월 1일 월포분교장 통폐합
- 1996년 3월 1일 율면초등학교로 개칭
- 2001년 2월 28일 본죽초등학교 통폐합
- 2001년 3월 1일 초,중,고 통합 농어촌 시범학교 개교

## 참고 자료
- 율면초등학교 - 한국교육학술정보원 학교알리미